# 矢野造船
矢野造船株式会社（やのぞうせん）は、愛媛県今治市小浦町に本社を置く造船メーカー。
創業以来、内航船建造に特化している。内航船舶の新造船は年間に約12隻、修繕船は約50隻の実績があり、内航船舶の建造量は日本トップクラス。

## 事業所
- 本社･本社工場 - 愛媛県今治市小浦町二丁目4番54号
- テクノ波方工場 - 愛媛県今治市波方町養老甲738番22号

## 沿革
- 1953年 - 矢野登が個人創業。
- 1963年 - 木造から鋼船建造に転換。
- 1981年 - 「矢野造船株式会社」設立。
- 1994年 - 越智郡波方町（現:今治市波方町）にテクノ波方工場を建設。
- 2010年 - 本社工場に艤装岸壁を建設。
- 2018年 - 本社工場横に新事務所を新設。

## 主要建造船
- みしま（大三島ブルーライン・鉄道建設・運輸施設整備支援機構）